# Cyphopisthes szentivanyi
Cyphopisthes szentivanyi là một loài bọ cánh cứng trong họ Hybosoridae. Loài này được Paulian miêu tả khoa học năm 1973.